# 埼玉県道225号入曽停車場線

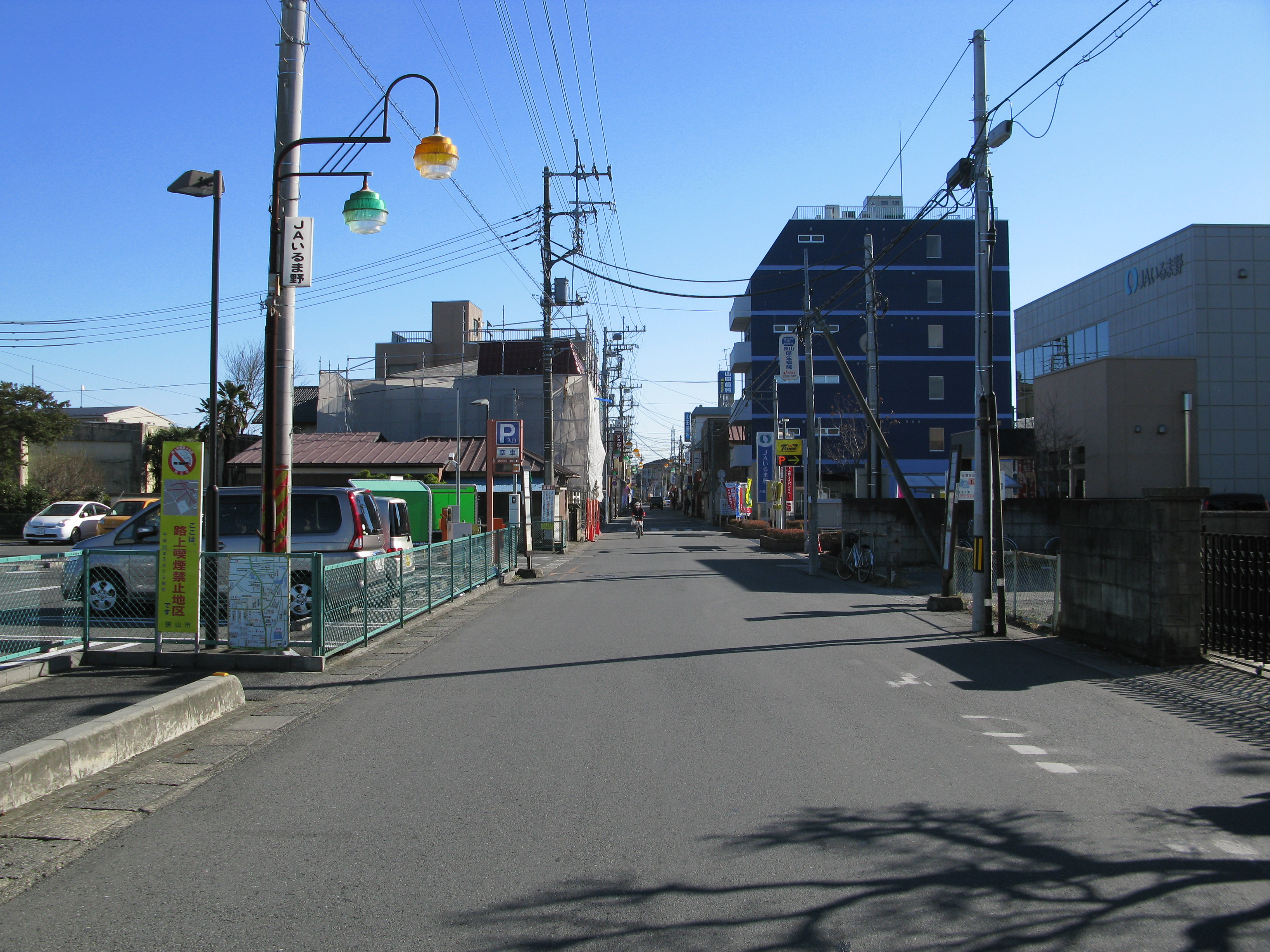
狭山市南入曽地区

埼玉県道225号入曽停車場線（さいたまけんどう225ごう いりそていしゃばせん）は、埼玉県狭山市の入曽駅旧東口駅前から、埼玉県道8号川越入間線までを結ぶ県道である。2025年（令和7年）3月28日より供用開始された新東口ロータリーには接続していない。県道標識は設置されていない。

## 沿線
- 全長約250m。埼玉県道8号川越入間線より入曽駅前派出所まで全線1.5車線、日中は歩行者で賑わう。

## 通過する自治体
- 狭山市

## 交差する道路
- 埼玉県道8号川越入間線（埼玉県狭山市・JAいるま野入間支店前）